# دونوفان سلينغارد
دونوفان سلينغارد (بالهولندية: Donovan Slijngard)‏ (28 أغسطس 1987 بأمستردام في هولندا - ) هو لاعب كرة قدم هولندي في مركز الظهير. لعب مع أياكس أمستردام وسبارتا روتردام ونادي جالغيريس ونادي غرونينغن ونادي كامبور.

## روابط خارجية
- دونوفان سلينغارد على موقع قاعدة بيانات كرة القدم.إي يو (الإنجليزية)
- دونوفان سلينغارد على موقع Soccerway.com (الإنجليزية)
- دونوفان سلينغارد على موقع عالم كرة القدم.نت (الإنجليزية)